# Sociodramma
Il sociodramma è un metodo di intervento sui gruppi, basato sulle teorie dello psichiatra romeno Jacob Levi Moreno, che utilizza la stessa metodologia e le stesse tecniche dello psicodramma. Il focus del sociodramma è collettivo e gruppale, e il lavoro è incentrato sui ruoli collettivi piuttosto che individuali. Rispetto allo psicodramma, rivestono particolare importanza nel sociodramma le tecniche del role playing e della sociometria d'azione.
Il sociodramma trova impiego prevalentemente nella formazione, ma anche nella riabilitazione, nella terapia di gruppo, nella terapia familiare e nel lavoro sui traumi collettivi.

## Storia
L'interesse di Moreno per la dimensione sociale dell'esperienza umana e per i ruoli collettivi è precoce e risale a quando, da studente di filosofia e medicina a Vienna, era solito frequentare i parchi della capitale austriaca e organizzare improvvisati giochi di ruolo con i bambini. Nel  1921 fonda il Teatro della spontaneità, basato sull'improvvisazione e sul coinvolgimento del pubblico, e la sera del 1 aprile 1921 ebbe luogo la prima dimostrazione di quello che in seguito venne chiamato sociodramma: dopo aver affittato il Komodienhaus, lasciò una poltrona vuota sul palcoscenico, invitando i presenti a sedervisi e ad agire il ruolo del re.
Successivamente Moreno affina i suoi studi sui gruppi e sulla microsociologia, e fonda la sociometria, disciplina che studia le interazioni all'interno dei gruppi sociali. È però solo dopo l'emigrazione negli Stati Uniti d'America (nel 1926), che, con l'aiuto della moglie Zerka, sistematizzerà le sue intuizioni e le sue teorie sullo psicodramma e il sociodramma.